# 第一战列分舰队
第一戰列分艦隊 （英語：I Battle Squadron）是第一次世界大戰之前和期間德意志帝國海軍的一支分艦隊。其作為公海艦隊 的一部分，參加了第一次世界大戰的行動，包括1916年5月31日至6月1日的日德蘭海戰。在日德蘭海戰中，第一戰列分艦隊形成德國艦隊戰列線的中心。